# Lejeuneaceae
Lejeuneaceae é a maior família da divisão Marchantiophyta (hepáticas). Seus representantes são hepáticas folhosas, sendo os principais componentes florísticos presentes nos ambientes de floresta, notadamente floresta ombrófila. São, na maioria, epífitas, representando cerca de 75% das espécies epífitas nos ambientes de floresta. Ocorrem nas regiões tropical e subtropical, com apenas alguns gêneros com distribuição em regiões de clima temperado. A família apresenta 71 gêneros e mais de 1900 espécies distribuídas no globo, sendo, no Brasil a mais diversa das hepáticas, com 285 espécies e contendo 45% de todas as espécies reconhecidas para esta divisão no país (Costa; Peralta 2015).

## Morfologia
A família Lejeuneaceae faz parte das hepáticas folhosas e é composta por espécimes pequenos, que não possuem vasos condutores e apresentam merófitos ventrais de 2-6 ou mais células de largura. 

### Gametófitos
Os gametófitos apresentam coloração verde, verde-amarelados a castanho, nunca avermelhados; hábito ascendente, prostrado ou pendente, com ramos do tipo-Lejeunea, tipo-Radula ou do tipo-Aphanolejeunea.[1-Bastos]
Seus filídios possuem inserção incuba e dois lobos, o lobo ventral (inserido na face ventral do caulídio), geralmente menor do que o lobo dorsal (inserido na face dorsal do caulídio) dobra-se em direção ao lobo dorsal (quilha), formando uma bolsa ou saco aquífero; posuem margem dentada ou completa, enquanto seu ápice pode ser obtuso, agudo, arredondado ou apiculado. além disso, há presença de anfigastros inteiros ou bífidos (ausentes apenas em Cololejeunea) com rizóides na base. 
O androécio pode estar no ápice de ramos laterais ou do ramo principal, com 2 a 10 ou mais pares de brácteas, cujos lóbulos podem ser inflados ou não. Os anterídios são esféricos, em número de 1 a 2 por bráctea, e a bractéola pode estar na base ou ao longo do ramo. 
O ginoécio também ocorre no ápice dos ramos laterais ou do principal, podendo ser estéril ou fértil, uma inovação única ou pareada em sequência lejeuneóide ou picnolejeuneóide. As brácteas possuem lobo obovado ou ovalado, com margens inteiras, crenuladas ou denteadas, e o lóbulo pode ser pequeno ou bem desenvolvido. A bractéola pode ser inteira ou bífida, com margem inteira ou denteada. O perianto apresenta 3 a 5 ou mais quilhas, que podem ser inteiras, crenuladas ou denteado-laciniadas, com rostro curto, longo ou pouco visível.

### Esporófito
O esporófito, é de tamanho curto, pedunculado, com seta articulada ou não, a qual possui duas camadas de células, a interior com quatro fileiras e a exterior com 12-16 fileiras de células; pé discoidal com poucas células e cápsula esférica com quatro valvas. Presos às paredes biestratificadas com ou sem fenestrações da cápsula, estão os elatérios com 1-2 espirais de reforço.

### Multiplicação vegetativa
Ocorre por filídios caducos, por gemas, por fragmentação de ramos ou da margem do lobo e por formação de regenerantes (Schuster 1980, Gradstein 1994, 2013, Gradstein & Costa 2003).

## Evolução, filogenia e taxonomia

### Relações filogenéticas
As relações filogenéticas estabelecidas pela família Lejeuneaceae têm sido enfoque de diversos estudos desde o início do século XX, nos quais estão presentes tanto os modelos tradicionais de análise, baseados na morfologia dos vegetais, quanto as mais recentes abordagens alicerçadas na biologia molecular. Inicialmente, os estudos eram realizados a partir das características morfológicas dessa família, como a estrutura dos filídios, a composição dos órgãos reprodutores, a organização de corpos oleosos e a forma dos anfigastros (Gradstein, 1994). Entretanto, com o avanço das técnicas moleculares, análises de sequências de DNA, incluindo regiões como trnL-trnL-F, psbA, rbcL e espaçadores ribossômicos ITS, foram incorporadas aos estudos (Gradstein, 2013; Ye et al., 2015), o que levou a uma maior capacidade investigativa das relações evolutivas estabelecidas pelo grupo.  
Tais investigações têm conjuntamente indicado para um monofiletismo estabelecido pela família Lejeuneaceae, portanto, evidenciando que se trata de um grupo verdadeiro com ancestral comum entre os integrantes da família (Heinrichs et al., 2014),e que esta família se divide em duas subfamílias: Lejeuneoideae e Ptychanthoideae. No entanto, análises  revelaram que a classificação tradicional da família necessitava de revisões (Wilson et al, 2007). Assim, estudos como os de Gradstein (2013) e Heinrichs et al. (2014) sugeriram que algumas subtribos deveriam ser realocadas para melhor refletir a verdadeira história evolutiva do grupo, com alguns contrastes sendo alcançados a depender do método de análise parcimoniosa. Dessa forma, as subfamílias Lejeuneoideae e Ptychanthoideae se mantiveram, mas algumas linhagens anteriormente incluídas em Ptychanthoideae foram realocadas, e novas propostas taxonômicas surgiram, com a redefinição de tribos e subtribos dentro da família (Heinrichs et al., 2014; Ye et al., 2015).
Após esses estudos filogenéticos,a estrutura da família Lejeuneaceae é a que consta do seguinte cladograma:
|  | \| \| Lejeuneoidae \| \| \| \| \| \| Ptychanthoideae \| \| \| \| |
|  |                                                                  |
|  |                                                                  |
|  |                                                                  |
|  | Lejeuneoidae                                                     |
|  |                                                                  |
|  | Ptychanthoideae                                                  |
|  |                                                                  |

|  | Lejeuneoidae    |
|  |                 |
|  | Ptychanthoideae |
|  |                 |

|  | \| \| Lejeuneoidae \| \| \| \| \| \| Ptychanthoideae \| \| \| \| |
|  |                                                                  |
|  |                                                                  |
|  |                                                                  |
|  | Lejeuneoidae                                                     |
|  |                                                                  |
|  | Ptychanthoideae                                                  |
|  |                                                                  |

|  | Lejeuneoidae    |
|  |                 |
|  | Ptychanthoideae |
|  |                 |

|  | \| \| Lejeuneoidae \| \| \| \| \| \| Ptychanthoideae \| \| \| \| |
|  |                                                                  |
|  |                                                                  |
|  |                                                                  |
|  | Lejeuneoidae                                                     |
|  |                                                                  |
|  | Ptychanthoideae                                                  |
|  |                                                                  |

|  | Lejeuneoidae    |
|  |                 |
|  | Ptychanthoideae |
|  |                 |

|  | \| \| Lejeuneoidae \| \| \| \| \| \| Ptychanthoideae \| \| \| \| |
|  |                                                                  |
|  |                                                                  |
|  |                                                                  |
|  | Lejeuneoidae                                                     |
|  |                                                                  |
|  | Ptychanthoideae                                                  |
|  |                                                                  |

|  | Lejeuneoidae    |
|  |                 |
|  | Ptychanthoideae |
|  |                 |

#### Taxonomia
Lejeuneaceae constitui um grupo essencialmente tropical e subtropical, sendo a maior família de hepáticas, com 71 gêneros aceitos devido a estudos filogenéticos moleculares e um número estimado de mais de 1900 espécies:
- Divisão Marchantiophyta
  - Classe Jungermanniopsida
    - Ordem Porellales
      - Família Porellaceae Cavers 1910 nom. cons.
      - Família Goebeliellaceae Verdoorn 1932
      - Família Lepidolaenaceae Nakai 1943
      - FamíliaRadulaceae Müller 1909
      - FamíliaFrullaniaceae Lorch 1914
      - FamíliaJubulaceae von Klinggräff 1858
      - Família Lejeuneaceae Cavers 1910
        - Subfamília Lejeunoidae - aproximadamente 52 gêneros
        - Subfamília Ptychanthoideae - aproximadamente 19 gêneros

## Ocorrência no Brasil

### Domínios Fitogeográficos: Amazônia, Caatinga, Cerrado, Mata Atlântica, Pampa, Pantanal.

#### Ocorrências confirmadas no Brasil:
- Norte (Acre, Amazonas, Amapá, Pará, Rondônia, Roraima, Tocantins)
- Nordeste (Alagoas, Bahia, Ceará, Maranhão, Paraíba, Pernambuco, Piauí, Rio Grande do Norte, Sergipe)
- Centro-Oeste (Distrito Federal, Goiás, Mato Grosso do Sul, Mato Grosso)
- Sudeste (Espírito Santo, Minas Gerais, Rio de Janeiro, São Paulo)
- Sul (Paraná, Rio Grande do Sul, Santa Catarina)

## Lista de espécies brasileiras
| Acanthocoleus       | |
| ------------------- | --- |
| Acrolejeunea        | Acrolejeunea emergens Acrolejeunea heterophylla Acrolejeunea torulosa |
| Anoplolejeunea      | Anoplolejeunea conferta |
| Archilejeunea       | badia,crispistipula fuscescens ludoviciana |
| Blepharolejeunea    | Blepharolejeunea incongrua; Blepharolejeunea securifoli |
| Brachiolejeunea     | Brachiolejeunea laxifolia Brachiolejeunea leiboldiana Brachiolejeunea phyllorhiza |
| Bromeliophila       | Bromeliophila natans |
| Bryopteris          | Bryopteris diffusa Bryopteris filicina |
| Caudalejeunea       | Caudalejeunea lehmanniana |
| Cephalantholejeunea | Cephalantholejeunea temnanthoides |
| Ceratolejeunea      | Ceratolejeunea atlantica Ceratolejeunea ceratantha Ceratolejeunea coarina Ceratolejeunea confusa cornuta cubensis desciscens falcatodentata fallax filaria laetefusca maranhensis minuta patentissima rubiginosa temnantha |
| Cheilolejeunea      | acutangula adnata amazonica aneogyna aracaensis asperifolia beyrichii caducifolia comans conchifolia cuspidifera decursiva discoidea filiformis fragrantissima grandibracteata grosseoleosa holostipa inflexa insecta intertexta lacerata laciniata lineata lobulata neblinensis ornata papulosa polyantha polystachya revoluta rigidula savannae subcrenulata tenerrima timboensis tonduzana trifaria unciloba urubuensis xanthocarpa |
| Cololejeunea        | antillana azorica bischleriana camillii cardiocarpa cingens clavatopapillata contractiloba dauphinii diaphana dzumacensis falcata gracilis hildebrandii jamesii lanciloba micrandroecia microscopica minutilobula obliqua panamensis papilliloba paucifolia planiuscula platyneura schusteri sicifolia sintenisii spruceana subcardiocarpa submarginata subscariosa subsphaeroidea surinamensis verwimpii vitaliana winkleri microscopica var. africana microscopica var. exigua |
| Colura              | calyptrifolia cylindrica greig-smithii itatyana tenuicornis tortifolia ulei |
| Cyclolejeunea       | accedens chitonia convexistipa foliorum luteola peruviana |
| Dibrachiella        | auberiana parviflora |
| Diplasiolejeunea    | alata brunnea buckii caribea cavifolia cobrensis cubatensis inermis lanciloba latipuensis pauckertii pellucida replicata rudolphiana unidentata |
| Drepanolejeunea     | aculeata anoplantha araucariae bidens biocellata campanulata crassiretis crucianella fragilis granatensis grollei inchoata integribracteata lichenicola mosenii orthophylla palmifolia pinnatiloba polyrhiza robinsonii subdissitifolia |
| Frullanoides        | corticalis densifolia liebmanniana tristis |
| Haplolejeunea       | amazonica umbrosa |
| Harpalejeunea       | oxyphylla schiffneri stricta subacuta tridens |
| Lejeunea            | acanthogona adpressa angusta anomala aphanes asperrima asthenica atlantica bermudiana beyrichiana bombonasensis boryana calcicola cancellata capensis catinulifera cerina cochleata combuensis controversa deplanata flaccida flagellifera flava glaucescens grossitexta herminieri immersa inflexiloba juruana laeta laetevirens longidentata minutiloba oligoclada parviloba perpapillosa phyllobola polyantha pterigonia ptosimophylla puiggariana pulchra pulverulenta quinqueumbonata raddiana ramulosa reflexistipula rionegrensis serpillifolioides setiloba sporadica subsessilis subspathulata terricola topoensis trinitensis acanthogona var. cristulata acanthogona var. diversicuspis acanthogona var. grossiretis |
| Lepidolejeunea      | cordifissa eluta involuta |
| Leptolejeunea       | brasiliensis convexistipa diversilobulata elliptica exocellata maculata moniliata obfuscata serratifolia tridentata |
| Lopholejeunea       | eulopha nigricans quelchii subfusca |
| Marchesinia         | bongardiana brachiata |
| Microlejeunea       | acutifolia bullata capillaris cystifera epiphylla globosa jiboiensis squarrosa stricta subulistipa |
| Myriocoleopsis      | fluviatilis gymnocolea minutissima |
| Neurolejeunea       | breutelii seminervis |
| Odontolejeunea      | decemdentata lunulata rhomalea |
| Pictolejeunea       | picta sprucei |
| Prionolejeunea      | aemula denticulata diversitexta galliotii limpida muricato-serrulata recurvula scaberula trachyodes |
| Pycnolejeunea       | chocoensis contigua decurviloba densistipula gradsteinii macroloba papillosa porrectilobula remotistipula |
| Rectolejeunea       | emarginuliflora flagelliformis versifolia |
| Schiffneriolejeunea | - amazonica - polycarpa |
| Stictolejeunea      | - balfourii - squamata |
| Symbiezidium        | barbiflorum transversale |
| Thysananthus        | amazonicus auriculatus innovans plicatiflorus |
| Verdoornianthus     | griffinii marsupiifolius |
| Vitalianthus        | aphanellus bischlerianus |
| Xylolejeunea        | aquarius crenata |